# Henrik Olrik
Ole Henrik Benedictus Olrik, född den 24 maj 1830 i Köpenhamn, död den 2 januari 1890 på Frederiksberg, var en dansk målare. Han var far till Benedicte Olrik (gift Brummer), Dagmar, Hans, Axel, Eyvind och Jørgen Olrik. 
Olrik började som dekorationsmålare och bildhuggare under H.V. Bissens ledning. Efter en vistelse i Paris 1854, då han var lärjunge av Couture, ägnade han sig mestadels åt målarkonsten. Han målade porträtt av Kristian IX, prinsessan av Wales, Henrik Ibsen (norska nationalgalleriet) med flera samt porträttgrupper, genrer, exempelvis En brud klädes (1860, museet i Maribo) och några altartavlor, av vilka Bergspredikan (väggmålning i Matthæuskyrkan i Köpenhamn) är den största och förnämsta, samt dekorativa arbeten i målning och plastik. Olrik blev akademimedlem 1871 och fick professors namn 1883.

## Utmärkelser
- Riddare av Dannebrogorden,  1876[1]
- Professors namn,  1883[1]

[Redigera Wikidata]